# Дэссе
Дэ́ссе (амх. ደሴ) — город и вореда в Эфиопии, в регионе Амхара. Через город проходит шоссе Аддис-Абеба — Асмэра.

## Общие сведения
Экономика и социальная жизнь в городе достаточно развиты. В 1920 году здесь появилось одно из первых в Эфиопии почтовых отделений. В 1954 году была введена в строй телефонная станция, а в 1963 году город был полностью электрифицирован, благодаря построенной вблизи Комбольчи электростанции, в которую было вложено около 110 000 быров.
В городе расположен крупный музей и аэропорт.
Площадь города составляет 15,08 км².

## Географическое положение
Дэссе расположен на северо-восточной оконечности Эфиопского нагорья, на высоте 2423 м над уровнем моря.

## Климат
| Показатель                    | Янв. | Фев. | Март | Апр.  | Май  | Июнь | Июль  | Авг.  | Сен.  | Окт. | Нояб. | Дек. | Год    |
| ----------------------------- | ---- | ---- | ---- | ----- | ---- | ---- | ----- | ----- | ----- | ---- | ----- | ---- | ------ |
| Средний суточный максимум, °C | 22,7 | 23,1 | 22,4 | 23,4  | 24,5 | 25,3 | 24,1  | 23,0  | 22,2  | 22,6 | 21,7  | 22,0 | 23,0   |
| Средняя температура, °C       | 14,1 | 15,1 | 14,6 | 15,9  | 16,3 | 17,2 | 17,2  | 16,5  | 15,7  | 14,4 | 12,9  | 13,1 | 15,2   |
| Средний суточный минимум, °C  | 5,4  | 7,1  | 6,9  | 8,4   | 8,1  | 9,0  | 10,3  | 10,0  | 9,2   | 6,3  | 4,1   | 4,1  | 7,4    |
| Норма осадков, мм             | 23,2 | 41,6 | 79,8 | 101,0 | 81,8 | 50,5 | 279,6 | 293,8 | 154,7 | 49,2 | 23,4  | 23,4 | 1202,0 |
| Источник: ,                   |      |      |      |       |      |      |       |       |       |      |       |      |        |

## Население
По данным Центрального статистического агентства, население Дэссе на 2007 год составляет 151 174 человека, из них 72 932 мужчины и 78 242 женщины. 58,62 % населения — мусульмане, 39,92 % — приверженцы эфиопской православной церкви и 1,15 % — протестанты.
По данным переписи 1994 года население города насчитывало 97 314 человек, из них 45 337 мужчин и 51 977 женщин. Этнический состав на тот период был следующим: амхара (92,83 %) и тиграи (4,49 %); оставшиеся 2,68 % были представлены другими народностями. 94,89 % населения назвали своим родным языком амхарский; 3,79 % — язык тигринья и оставшиеся 0,67 % — другие языки. 61 % населения были приверженцами эфиопской православной церкви и 39 % исповедовали ислам. На 2012 год население города Дэссе составляло 279 423 человека.